# Schögger am Rain
Schögger am Rain (amtlich Schögger a.Rain, veraltet Schöggen) ist ein Ortsteil der Gemeinde Bichl im oberbayerischen Landkreis Bad Tölz-Wolfratshausen. Die Einöde liegt circa zwei Kilometer nördlich vom Bichler Ortskern am südlichen Ufer der Loisach unmittelbar an der Staatsstraße 2063. Diese überquert hier den Fluss, auf dessen nördlicher Seite sich gegenüber der Penzberger Ortsteil Rain befindet.
Der Ort gehört zur römisch-katholischen Pfarrei Benediktbeuern.
| Jahr | Einwohner | Gebäude (ab 1885 nur Wohngebäude) |
| ---- | --------- | --------------------------------- |
| 1864 | 6         | 2                                 |
| 1871 | 4         | 1                                 |
| 1885 | 3         | 1                                 |
| 1900 | 12        | 1                                 |
| 1925 | 7         | 1                                 |
| 1950 | 9         | 1                                 |
| 1970 | 5         |                                   |
| 1987 | 7         | 1                                 |